# Radiomica
Per radiomica si intende l'analisi delle immagini mediche volta a ottenere, tramite opportuni metodi matematici e l'uso dei computer, informazioni di tipo quantitativo da queste non rilevabili tramite la loro semplice osservazione visiva da parte dell'operatore.
La radiomica nasce per sviluppare strumenti di supporto decisionale e implica la combinazione di dati ricavati dall' imaging medicale con altre caratteristiche del paziente, quando disponibili, per aumentare la potenza dei modelli di supporto decisionale. I dati quantitativi estratti dalle immagini possono venir integrati in modelli predittivi multidisciplinari per la gestione del paziente, anche mediante l'utilizzo di metodiche di machine learning e di intelligenza artificiale. In genere le immagini biomediche contengono informazioni che riflettono la fisiopatologia sottostante e queste relazioni possono essere rivelate tramite l'analisi quantitativa dell'immagine. La radiomica comporta la gestione delle immagini mediche digitali sotto forma di grandi matrici di dati con lo scopo di estrarre un elevato numero di caratteristiche morfologiche e predittive mediante algoritmi e metodi più o meno automatici. Queste caratteristiche morfologiche e predittive, possono essere suddivise in diversi gruppi: dimensioni e caratteristiche basate sulla morfologia, descrittori delle relazioni tra i pixel o voxel che compongono l'immagine. Le definizioni matematiche di queste relazioni, chiamate "descrittori", sono indipendenti dalla modalità di imaging. In genere mostrano come i valori numerici presenti all'interno delle immagini siano distribuiti spazialmente all'interno del tessuto studiato. Questo tipo di analisi è perciò spesso anche denominata analisi della tessitura o  texture analysis.
La distribuzione nello spazio dei valori di grigio (a ogni intensità di grigio in un'immagine digitale in bianco e nero corrisponde un valore numerico ben preciso) nelle strutture esaminate con queste tecniche è influenzata da diversi fattori, che dipendono dal tipo di metodica utilizzata per ottenere le immagini. Nelle immagini TC ad esempio l'intensità delle immagini è proporzionale alla radiopacità dei tessuti. La distribuzione nello spazio di questo parametro, all'interno di una lesione tumorale, può essere ad esempio influenzata dalla presenza di necrosi o di calcificazioni; tutti parametri che possono essere correlati con l'aggressività della malattia.
Informazioni di tipo differente possono essere ottenute usando la stessa matematica di base anche analizzando immagini ecografiche, di risonanza magnetica o ottenute mediante la PET e la SPECT. Mentre le immagini ottenute mediante tecniche di radiodiagnostica hanno come grosso vantaggio l'elevata risoluzione  (che consente di campionare tanti voxel o pixel, fornendo un'elevata numerosità nella stima dei descrittori, che sono variabili di tipo statistico), le tecniche medico-nucleari hanno tendenzialmente una migliore risoluzione di contrasto e consentono di studiare più in dettaglio i processi biologici a carico delle lesioni sospette; tuttavia la bassa risoluzione spaziale di queste ultime metodiche può costituire un problema nello studio delle lesioni di piccole dimensioni.
In letteratura e in oncologia, spesso i descrittori ottenuti utilizzando queste tecniche sono stati correlati con l'analisi genetica delle lesioni valutate mediante le immagini prima della loro asportazione; rilevando come in molti casi la differente struttura di queste correli con differenti mutazioni a carico delle cellule tumorali che le costituiscono. Tale approccio è denominato radiogenomica.

## La matematica alla base della texture analysis
I descrittori delle texture possono essere calcolati a partire dai valori nativi delle immagini. In tali casi si parla di texture di primo ordine e il calcolo dei vari descrittori è effettuato a partire dall'istogramma che in ascissa presenta i singoli valori di grigio presenti nella regione studiata, mentre in ordinata il numero di volte che questi compaiono in essa. Descrittori che invece analizzano i rapporti fra due o più pixel/voxel dell'immagine sono definiti di secondo, terzo o di ordini superiori a seconda del numero di elementi presi in considerazione. In questi ultimi casi le immagini non sono analizzate direttamente, ma da queste vengono invece ricavate della matrici che sono poi analizzate usando appositi descrittori.

### Texture di primo ordine
Sono ricavate a partire dall'istogramma che descrive la distribuzione dei valori di grigio all'interno della lesione. I descrittori ricavabili sono i seguenti:
- il valore massimo di intensità, che corrisponde al valore più alto presente a livello della regione studiata. Tale parametro è quello più comunemente utilizzato in PET clinica (esprimendo l'immagine come una mappa di SUV, cioè Standardized Uptake Value, il cui calcolo è descritto nella relativa voce) ed è espressione, nel caso si utilizzi il fluorodesossiglucosio come radiofarmaco, dell'aggressività delle lesioni, in quanto rappresenta il punto col maggior metabolismo glicidico nella regione esaminata. Tale metabolismo correla direttamente con l'aggressività della malattia. Ha inoltre l'enorme vantaggio di essere l'unico parametro quasi operatore-indipendente, oltre che intuitivo. Come pecca principale ha la sua enorme variabilità. Inoltre non riflette direttamente la struttura interna della lesione studiata.

- Il valore minimo di intensità

- Il valore medio di intensità, che da un'idea generale del comportamento della lesione

- La deviazione standard delle intensità, che correla con la disomogeneità delle lesioni

- La simmetria, che riflette quanto i valori sono simmetrici nell'istogramma (dividendolo idealmente a metà fra i valori alti e quelli bassi)

- La kurtosi che indica quanto l'istogramma differisce da una distribuzione normale

- L'entropia che indica il grado di disordine nella lesione (aumenta quanto più i valori di grigio sono distribuiti in modo casuale invece che seguendo delle regole).

- L'Energia è un indice di uniformità dell'immagine.

### Texture di ordine superiore
I descrittori di questo tipo riflettono relazioni fra elementi vicini. Sono ricavati ottenendo dalle immagini delle matrici che riflettono queste relazioni.
Tali matrici di solito non sono ricavate a partire dai valori di grigio nativi, ma questi sono di solito scalati usando un valore minimo e un valore massimo come limiti su cui dividere tutta la scala di grigi, per un numero di intervalli definito. Tale approccio è necessario non solo per ridurre la potenza di calcolo utilizzata nell'elaborazione, ma anche per far studiare l'immagine in modo appropriato. Nelle differenti matrici inoltre il numero di eventi inseriti in ogni cella viene diviso per il numero di eventi totali, in modo che, a ogni coppia di coordinate della matrice, sia associata una probabilità di eventi (che può variare solo da 0 a 1). Questo approccio consente di confrontare fra loro matrici ricavate da dati con differente numerosità campionaria.

#### Grey Level Co-occurrence Matrix
La Grey Level Co-occurrence Matrix (spesso abbreviata in GLCM, che si può tradurre in italiano come Matrice di Co-occorrenza) è una matrice che riflette le varie frequenze con cui ogni intensità di grigio appare accanto ad altre a una distanza definita (tale distanza è definita offset. L'offset è pari a 1 se ci si riferisce all'elemento immediatamente adiacente, mentre è maggiore di 1 se man mano si considerano elementi più distanti). Tale matrice viene calcolata per tutte le direzioni dello spazio 2D o 3D, escludendo quelle contrapposte (in quanto mostrano risultati identici). È possibile poi ricavare i singoli descrittori per ogni singola direzione oppure unendo i dati di tutte. Al bordo dell'immagine ovviamente non è più possibile trovare un elemento adiacente a quello studiato, quindi gli elementi che dovrebbe avere un "compagno" (per l'offset scelto) fuori dall'immagine vengono scartati dall'analisi.
Dalla matrice così ottenuta è possibile ricavare alcuni descrittori:

##### Gruppo del contrasto
Riflettono la differenza fra coppie di valori. Sono i seguenti:
- Contrasto (detto anche somma delle varianze quadratiche o inerzia). Riflette quanto le coppie di valori differiscono fra loro ed è calcolato facendo la sommatoria dei ogni elemento della matrice moltiplicato per la differenza fra le due coordinate a cui si riferisce l'elemento al quadrato. Questo comporta che solo i valori fuori dalla diagonale che interseca la matrice possono contribuire al risultato (i valori nella diagonale corrispondono a coppie di valori identici, quindi senza contrasto, che portano se presenti il risultato verso lo zero)
- Dissimilarità. Riflette quanto le coppie di valori differiscono fra loro ed è calcolata facendo la sommatoria di ogni elemento della matrice moltiplicato per il valore assoluto della differenza fra le due coordinate dell'elemento.
- Omogeneità. Si calcola facendo la sommatoria di ogni elemento della matrice diviso per la differenza delle due coordinate al quadrato sommata a uno.  Aumenta quanto più le coppie di valori sono simili.

##### Descrittori legati all'ordine
Riflettono quanto le coppie di valori sono rappresentate in modo ordinato, cioè non disposte casualmente all'interno dell'immagine:
- Momento angolare o ASM: È la sommatoria dei singoli elementi della matrice elevati al quadrato (aumenta all'aumentare dell'ordine).
- Energia: È la radice quadrata del momento angolare (si comporta come il momento angolare e spesso si preferisce a quest'ultimo)
- Entropia: È la sommatoria dei singoli elementi della matrice moltiplicati per il logaritmo naturale di loro stessi moltiplicato per -1. Aumenta all'aumentare del disordine fra le coppie di valori.

##### Descrittori statistici della GLCM
Analizzano come sono distribuite le frequenze di coppie di valori:
- Media. È la media di tutti gli elementi della matrice
- Deviazione standard. Definisce quanto la frequenza delle coppie di valori è disomogenea nell'immagine
- Correlazione. Definisce quanto i valori degli elementi delle coppie siano correlati linearmente fra loro.

#### Neighborhood Grey-Level Difference Matrix
La Neighborhood Grey-Level Difference Matrix (abbreviata in NGLDM, traducibile come Matrice delle differenze dei livelli di grigio nel vicinato descrive le differenze esistenti fra ogni elemento dell'immagine e quelli immediatamente confinanti (gli 8 elementi attorno a un pixel di un'immagine 2D o i 26 voxel adiacenti a un elemento di un'immagine 3D). Da questa matrice è possibile estrarre 3 descrittori:
- Grossolanità. Descrive come variano i cambiamenti di intensità dei grigi nello spazio.
- Contrasto. Indica quanto differiscono fra loro i livelli di grigio di regioni vicine.
- Attività. È proporzionale alla frequenza spaziale dei cambiamenti di intensità.

#### Grey-Level Run Length Matrix
La Grey-Level Run Length Matrix (abbreviata in GLRLM e traducibile come Matrice della lunghezza delle run dei livelli di grigio) è creata mettendo in un asse della matrice le differenti intensità di grigio, mentre nell'alto le possibili lunghezze delle "run". Per "run" si intende la presenza di elementi nell'immagine con la stessa intensità di grigio uno in fila all'altro. Questa matrice riporterà quindi con quale frequenza nell'immagine è possibile osservare "file" di elementi con una certa lunghezza e con una certa intensità; ed è utilizzata di solito per lo studio dei parenchimi. Questa matrice consente di stimare numerosi descrittori:
- Short-Run Emphasis e Long-Run Emphasis descrivono la presenza nelle immagini di run corte o lunghe rispettivamente.
- Low Gray-level Run Emphasis e High Gray-level Run Emphasis descrivono la presenza nell'immagine di run poco o molto intense rispettivamente.
- Short-Run Low Gray-level Emphasis, Short-Run High Gray-level Emphasis, Long-Run Low Gray-level Emphasis e Long-Run High Gray-level Emphasis sono combinazioni delle caratteristiche illustrate nei punti precedenti.
- Gray-Level Non-Uniformity for run e Run Length Non-Uniformity descrivono quanto i valori di grigio nelle run e la loro lunghezza sono omogenei.
- Run Percentage è un indice di omogeneità delle run omogenee.

#### Grey-Level Zone Length Matrix
La  Grey-Level Zone Length Matrix (abbreviata in GLZLM e traducibile come Matrice della lunghezza delle zone dei livelli di grigio è concettualmente simile alla precedente ed è anch'essa progettata per lo studio dei parenchimi. A differenza della GLRLM però non considera la lunghezza delle run come riferimento, ma invece studia la numerosità di elementi adiacenti con la stessa intensità di grigio nelle 3 dimensioni. Anche i parametri stimati da questa matrice hanno nomi simili a quella precedente e sono di fatto stimate allo stesso modo:
- Short-Zone Emphasis e Long-Zone Emphasis stimano la distribuzione degli aggregati piccoli e grandi rispettivamente
- Low Grey-level Zone Emphasis e High Grey-level Zone Emphasis stimano la distribuzione degli aggregati poco intensi e molto intensi rispettivamente
- Short-Zone Low Grey-level Emphasis, Short-Zone High Grey-level Emphasis, Long-Zone Low Grey-level Emphasis e Long-Zone High Grey-level Emphasis sono combinazioni delle caratteristiche illustrate nei punti precedenti.
- Grey-Level Non-Uniformity for zone e Zone Length Non-Uniformity stimano quanto i valori di grigio negli aggregati e la grandezza di questi sono omogenei
- Zone Percentage misura l'omogeneità nelle zone omogenee

### Texture map
Gli indicatori sopra descritti, oltre che tramite un approccio VOI-based, possono essere calcolati per ogni voxel dell'immagine considerando per ognuno di questi un Volume di Interesse comprendente anche i voxel intorno entro un certo raggio. Tale volume è detto kernel. In questo modo è possibile ottenere immagini parametriche dove per ogni voxel dell'immagine è mostrato il valore "locale" del descrittore scelto, consentendo anche una valutazione qualitativa dei dati ottenibili con le metodiche proprie della radiomica. Questo tipo di elaborazione tuttavia richiede molte risorse e tempo-macchina, motivo per cui di solito non è eseguita su tutta l'immagine ma solo su una porzione di essa. Altro importante limite di questo approccio è dato dal diametro del kernel; un diametro troppo piccolo infatti restituirà valori dei descrittori molto "rumorosi" e poco affidabili, mentre uno troppo grande ridurrà molto la risoluzione spaziale dell'immagine (dando però anche dati più affidabili e con maggiore risoluzione di contrasto).